# Ванеса Ејнџел
Ванеса Медлајн Ејнџел (енгл. Vanessa Angel; Лондон, 10. новембар 1966) је енглеска глумица и бивши модел. Играла је улогу Лисе на телевизијској серији Уврнута наука. Такође је позната по улози Клаудије у филму Кингпин.

## Биографија
Ванеса је своју каријеру као модел започела случајно у једном лондонском кафићу као тинејџерка. У кафићу ју је уочио агент за моделе и позвао ју је на аудицију. Са шеснаест година је потписала уговор са Форд моделс и преселила се у Њујорк. Као модел појављивала се на насловним страницама Вога и Космополитена, а потписала је и уговор да буде девојка Диет Пепсија.
Прву филмску улогу је добила 1985. године, са деветнаест година у америчкој комедији Шпијуни као ми. Такође се појавила и у споту Пола Макартнија. Године 1990. глумила је у филму Краљ Њујорка. Године 1994. започела је рад на телевизијској серији Уврнута наука. Шоу се приказивао 5 сезона и завршио се 1998. године. Играла је у серији Чувари плаже, Разумним сумњама, гостовала у Мелроуз Плејс, у промотивном споту Херкул: Легендарна путовања, филмовима Кингпин, Пољубити будалу, Направљен човек, Супер бебе: бебе генији 2, Идеални резултат и други.

## Филмографија
| Година | Наслов                                       | Улога                |
| ------ | -------------------------------------------- | -------------------- |
| 1985   | Шпијуни као ми                               | Руска чланица посаде |
| 1989   | Друга шанса                                  | Џеки Џохансон        |
| 1990   | Краљ Њујорка                                 | Британка             |
| 1991   | Убилачки инстинкт                            | Дебора Волкер        |
| 1992   | Стани или ће моја мама пуцати                | Стјуардеса           |
| 1994   | Облакодери: Лос Анђелес                      | Невоља               |
| 1994   | Спавај са мном                               | Маријана             |
| 1996   | Кингпин                                      | Клаудија             |
| 1998   | Пољубити будалу                              | Наташа               |
| 1999   | Направљен човек                              | Дебра                |
| 2000   | Непријатељи смеха                            | Џенифер              |
| 2000   | Г-човек из пакла                             | Глорија Лејк         |
| 2001   | Камуфлажа                                    | Синди Дејвис         |
| 2001   | Ватрена замка                                | Бет Хупер            |
| 2002   | Сабљозуби                                    | Катарина Виши        |
| 2004   | Идеални резултат                             | Анита Донли          |
| 2004   | Напоље за крв                                | Сузан Хејстингс      |
| 2004   | Супербебе: Бебе генији 2                     | Џин Бобинс           |
| 2005   | Бесне ајкуле                                 | Линда Олсен          |
| 2005   | Човек доброг хумора                          | Госпођица Барлас     |
| 2005   | Поп звезда                                   | Дијана               |
| 2006   | Чудовиште ноћи                               | Клер Акермен         |
| 2008   | Слепа амбиција                               | Отум Мајлстон        |
| 2008   | Нешто непријатно бескрајно                   | Бренда Шулер         |
| 2009   | Ниво седам                                   | Анђела               |
| 2011   | Недеља без правила                           | Миси Франкенополис   |
| 2011   | Божићно куче                                 | Нада, дух Божића     |
| 2013   | Национална сатира презентује сурферску журку | Бренда               |